# 41-я гвардейская армейская пушечная артиллерийская бригада
41-я гвардейская армейская пушечная артиллерийская Красноградско-Ново-Украинская Краснознамённая орденов Суворова, Кутузова и Богдана Хмельницкого бригада — воинское соединение Вооружённых сил СССР в Великой Отечественной войне.
Полевая почта 71702

## История
Сформирована на основании приказа НКО СССР от 16.5.44г. за № 0019 и Директивы НШ КА от 21.5.44г. за № орг 2/11 по штату 08/0620 во 2-м Украинском фронте на территории Румынии в июне 1944 года на базе 161-го гвардейского Красноградского армейского пушечного артиллерийского полка, 265-го гвардейского Ново-Украинского пушечного артиллерийского полка РГК и 59-го отдельного гвардейского  разведывательного артиллерийского дивизиона. Под наименованием 41-й Красноградско-Ново-Украинской гвардейской армейской пушечной артиллерийской бригады была включена в 7 гв. А 2-го Украинского фронта, в составе которой действовала до конца войны.
В августе 1944 года бригада участвовала в Ясско-Кишинёвской наступательной операции. За образцовое выполнение заданий командования при разгроме немецко-фашистских войск на территории Румынии награждена орденом Красного Знамени (15 сентября 1944 года).
В Будапештской наступательной операции 1944—45 года поддерживала войска армии при форсировании реки Тиса юго-вост. г. Сольнок и развитии наступления в обход г. Будапешт с северо-запада. За умелое выполнение задач в боях за г. Сольнок награждена орденом Богдана Хмельницкого 2-й степени (19 ноября 1944 года), а за отличие при прорыве войсками армии обороны противника северо-западней г. Хатван (на подступах к Будапешту)— орденом Суворова 2-й степени (6 января 1945 года).
В январе— феврале 1945 бригада участвовала в разгроме будапештской группировки противника. В ходе уличных боёв в г. Будапешт её подразделения вели огонь прямой наводкой по самоходно-артиллерийским установкам (штурмовым орудиям) и др. огневым средствам противника в укреплённых опорных пунктах.
В Братиславско-Брновской операции 1945 года огневые удары бригады способствовали прорыву войсками армии обороны противника на р. Грон и развитию стремительного наступления на братиславском направлении.
За успешное выполнение заданий командования при овладении войсками армии г. Братислава (4 апр. 1945 года) бригада была награждена орденом Кутузова 3-й степени (17 мая 1945 года).
Боевой путь закончила в районе г. Табор после завершения Пражской наступательной операции.
За отвагу и мужество, проявленные в боях с немецко-фашистскими захватчиками, около 1300 воинов бригады награждены орденами и медалями.

## Состав бригады
- два пушечных артиллерийских полка

## Подчинение
- в составе 7-й гвардейской армии 2-го Украинского фронта

## Командиры
С начала формирования и до конца войны бригадой командовал полковник Богушевич, Иван Михайлович.
- полковник Царевский Иван Николаевич с февраля 1945

## Награды и наименования
| Награда (наименование)                 | Дата                       | За что получена |
| -------------------------------------- | -------------------------- | --- |
| Гвардейская                            | июнь 1944 года             | По наследству |
| Красноградская                         | июнь 1944 при формировании | По наследству |
| Ново-Украинская                        | июнь 1944 при формировании | По наследству |
| Орден Красного Знамени                 | 15.09.1944                 | За образцовое выполнение заданий командования при разгроме немецко-фашистских войск на территории Румынии награждена орденом Красного Знамени |
| Орден Суворова II степени              | 6.01.1945                  | за отличие при прорыве войсками армии обороны противника северо-западней г. Хатван награждена орденом Суворова 2-й степени                    |
| Орден Кутузова III степени             | 17 мая 1945                | За успешное выполнение заданий командования при овладении войсками армии г. Братислава награждена орденом Кутузова 3-й степени                |
| Орден Богдана Хмельницкого III степени | 17 мая 1945                | За умелое выполнение задач в боях за г. Сольнок награждена орденом Богдана Хмельницкого 3-й степени                                           |